# Dyer (Nevada)
Dyer é uma pequena cidade no condado de Esmeralda, estado de Nevada, nos Estados Unidos. Segundo o censo realizado em 2010, Dyer tinha 259 habitantes. Dyer está localizada na State Route 264, próximo da fronteira entre estados do Nevada com a Califórnia no Fish Lake Valley. Possui um aeroporto, o  Dyer Airport.